# هوغو فيلافيردي
هوغو فيلافيردي (بالإسبانية: Hugo Villaverde)‏ (27 يناير 1954 - 17 نوفمبر 2024)، هو لاعب كرة قدم أرجنتيني في مركز الدفاع، ولد في 27 يناير 1954 في سانتا في في الأرجنتين. شارك مع منتخب الأرجنتين لكرة القدم. أما مع النوادي، فقد لعب مع إنديبندينتي ونادي أتليتيكو كولون.

## وصلات خارجية
- هوغو فيلافيردي على موقع الاتحاد الأوربي (الإنجليزية)
- هوغو فيلافيردي على موقع قاعدة بيانات كرة القدم.إي يو (الإنجليزية)
- هوغو فيلافيردي على موقع ناشيونال فوتبول تيمز (الإنجليزية)
- هوغو فيلافيردي على موقع عالم كرة القدم.نت (الإنجليزية)